# Врадій Іван Іванович
Іван Іванович Врадій (нар.. 23 грудня 1906, Тишківка Єлизаветградський повіт, Херсонська губернія, Російська імперія — пом. 14 червня 1984, Москва, Російська РФСР, Радянський Союз) — начальник відділу кадрів ГУКР СМЕРШ, генерал-лейтенант.

## Біографія
Народився 1906 року в українській родині лісничого. Українець. З травня 1916 р. працював у господарстві батьків. У 1926 році закінчив 6 класів сільської школи і в грудні того ж року виїхав до Ташкента. Працював вантажником-рознощиком станції Ташкент-товарна Середньоазіатської залізниці, з лютого 1927 — санітар, економіст, наглядач психіатричної лікарні в Ташкенті.
У РККА — з вересня 1928 року. Служив у Ташкентському районному військкоматі, старший писар, курсант, діловод, скарбник. Член ВКП(б) — з січня 1932, з того ж часу в органах внутрішніх справ та держбезпеки. Працював у кадрових апаратах ОГПУ-МДБ. Помічник інспектора, інспектор відділу кадрів ПП ОГПУ — УНКВС по Середній Азії, з жовтня 1934 — інспектор, з лютого 1936 — тимчасово виконує посаду начальника, і з 11 березня 1938 — начальник відділу кадрів НКВС Таджицької РСР.
У роки німецько-радянської війни був начальником 5-го відділення та помічником начальника відділу кадрів НКВС СРСР (7 серпня 1941 — 29 квітня 1943), потім начальником відділу кадрів ГУКР СМЕРШ НКО СРСР та заступником начальника ГУКР СМЕРШ НКО СРСР Віктора Абакумова (2 травня 1943 — 20 травня 1946). У 1946—1951 заступник начальника Управління кадрів МДБ СРСР. З 14 листопада 1951 — начальник відділу контрагентських робіт та трудового використання Управління Ухто-Іжемського ВТТ МВС — Мін'юсту СРСР у місті Ухта Комі АРСР.
У січні 1954 року «за фактами дискредитації» Івана Врадія було позбавлено генеральського звання та звільнено з МВС СРСР. Працював у тресті «Мамслюда» в Іркутській області, в «Мамтранспостач»; з 1967 — заступник директора Чуйського рудоуправління в селищі Горночуйський ; з 1968 — голова Чуйського рудкому профспілки. З жовтня 1969 — на пенсії. Проживав у Москві. Похований на Хованському цвинтарі.

### Звання
- Сержант державної безпеки (20 травня 1936 р.);
- Лейтенант державної безпеки (11 березня 1938), здійснено, минаючи звання молодшого лейтенанта державної безпеки ;
- Старший лейтенант державної безпеки (8 липня 1939 р.);
- Капітан державної безпеки (19 грудня 1940);
- Майор державної безпеки (10 січня 1942 р.);
- Полковник державної безпеки (14 лютого 1943 р.);
- Полковник (29 квітня 1943);
- Генерал-майор (26 травня 1943);[6]
- Генерал-лейтенант (25 вересня 1944);

Постановою РМ СРСР № 9-4сс від 3 січня 1955 року був позбавлений звання «як дискредитував себе за час роботи в органах держбезпеки і негідний у зв'язку з цим високого звання генерала».

### Нагороди
три ордени Червоного Прапора (9 березня 1943, 13 вересня 1945, 25 липня 1949), ордени Кутузова II ступеня (25 березня 1945), Вітчизняної війни I (28 жовтня 1943) та II (31 липня 1944) ступенів 1944), нагрудні знаки «Заслужений працівник НКВС» (2 лютого 1942) та «50 років перебування в КПРС» (4 листопада 1982), 5 медалей.